# حنظلة بن ابی عامر
حنظلة بن ابی‌عامر از یاران محمد پیامبر اسلام بود که از قبیله اَوْس و تیرهٔ بنو عمرو بن عوف  بود. ال
پدر وی ابو‌عامر عبد عمرو بن صیفی از بزرگان عرب در دورهٔ جاهلیت بود.
حنظله و عبداللّه بن عبداللّه اُبَیّ پس از اسلام آوردن از پیامبر اجازه خواستند تا پدرانشان را که از منافقان صدر اسلام بودند بکشند ولی توسط ایشان از این کار منع شدند.
پس از هجرت پیامبر از مکه به مدینه عبداللّه ابیّ در مدینه ماند اما پدر حنظله همراه با تنی چند از جوانان اوس به مکه نزد قریشیان رفت.

## کشته شدن
حنظله از پیامبر که فرمانده کل قوا بود اجازه خواست تا شب پیش از غزوه احد که شب عروسی‌اش بود پیش همسرش بماند. اینچنین صبح روز بعد به سپاه پیوست.ابن هشام
می‌گوید که پیش از این که حنظله به میدان رود، همسرش جمیله دختر عبداللّه بن ابیّ چهار مرد از خویشانش را که در مدینه مانده‌بودند گواه گرفت که شب گذشته را با حنظله گذرانده‌است تا اگر باردار شده باشد بر سر این که پدر بچه چه کسی است دعوایی رخ ندهد.
وی از این رو چنین کرد که آن شب خوابی دیده بود و آن را به شهادت شوهرش تعبیر کرده‌بود.
در میدان نبرد حنظله بر ابوسفیان چیره شد اما پیش از کشتن وی، شدّاد بن اسود ببن شعوب حنظله را می‌کشد. بر پایهٔ حدیث پیامبر که می‌فرماید «فرشتگان او را غسل می‌دهند» حنظله لقب غسیل الملائکه می‌گیرد؛ فرزندانش نیز بنو غسیل الملائکه نامیده می‌شوند.
مرگ حنظله آن‌چنان مهم بود که مشرکان قریش به ویژه ابوسفیان در این باره شعرهایی سرودند.
رجز معروف حنظلةٌ بحنظلةٍ را ابوسفیان در مرگ پسرش حنظله که در غزوهٔ بدر کشته شده بود سرود.
پس از پایان جنگ شایعه‌ای پراکنده شد که پیامبر کشته شده است. پس ابوسفیان و ابو عامر به دنبال پیکر پیامبر گشتند و به جسد حنظله برخوردند. پدر وی مرثیه‌ای برای فرزندش خوانده و بیان داشت که حنظله از همهٔ کشته شدگان این جنگ برایش گرامی‌تر است.
نه ماه پس از این جریان، پسر وی عبداللّه بن حنظلة زاده شد.